# Milan Heča
Milan Heča, né le 21 mars 1991 à Krumvíř en Tchéquie, est un footballeur tchèque qui évolue au poste de gardien de but au FC Slovácko.

## Biographie

### FC Slovácko
Milan Heča est formé au FC Slovácko, en Tchéquie. Il joue son premier match en professionnel le 31 octobre 2010, face au FC Slovan Liberec, en championnat. Son équipe est battue sur le score de un but à zéro ce jour-là . Heča est dans un premier temps la doublure de Miroslav Filipko (en) puis de Dušan Melichárek avant de s'imposer définitivement comme un titulaire lors de la saison 2014-2015, où il apparaît plus de cent fois sous le maillot du FC Slovácko.

### Sparta Prague
En juillet 2018 Milan Heča rejoint le Sparta Prague, s'engageant pour un contrat de trois ans. Il est mis en concurrence avec le portier roumain Florin Niță, arrivé quelques mois plus tôt. Heča joue son premier match pour le Sparta le 2 octobre 2018 face au Slavoj TKZ Polná, en coupe de Tchéquie. Son équipe s'impose sur le score de quatre buts à un ce jour-là. Il obtient une place de titulaire dans le but du Sparta Prague lors de la saison 2019-2020.
Il remporte la Coupe de Tchéquie en étant titularisé le 1 juillet 2020, lors de la finale remportée par le Sparta contre le FC Slovan Liberec (1-2 score final).
Lors de la saison 2020-2021, il participe à la phase de groupe de la Ligue Europa avec le Sparta. Il joue trois matchs dans cette compétition, avec pour résultats trois défaites, et huit buts encaissés.

### Retour au FC Slovácko
Lors de l'été 2023, Milan Heča fait son retour au FC Slovácko après cinq ans passés au Sparta Prague. Le transfert est annoncé dès le 29 mai 2023 et il signe un contrat de trois ans.

## Palmarès

### En club
Sparta Prague
- Coupe de Tchéquie
  - Vainqueur : 2020.
  - Finaliste : 2022

## Statistiques
| Saison                | Club                  | Championnat           | Championnat | Championnat | Coupe(s) nationale(s) | Coupe(s) nationale(s) | Compétition(s) continentale(s) | Compétition(s) continentale(s) | Compétition(s) continentale(s) | Total | Total |
| Saison                | Club                  | Division              | M.          | B.          | M.                    | B.                    | Comp.                          | M.                             | B.                             | M.    | B.    |
| 2010-2011             | FC Slovácko           | D1                    | 3           | 0           | -                     | -                     | -                              | -                              | -                              | 3     | 0     |
| 2011-2012             | FC Slovácko           | D1                    | 5           | 0           | -                     | -                     | -                              | -                              | -                              | 5     | 0     |
| 2012-2013             | FC Slovácko           | D1                    | 1           | 0           | 1                     | 0                     | -                              | -                              | -                              | 2     | 0     |
| 2013-2014             | FC Slovácko           | D1                    | 14          | 0           | 2                     | 0                     | -                              | -                              | -                              | 16    | 0     |
| 2014-2015             | FC Slovácko           | D1                    | 30          | 0           | 3                     | 0                     | -                              | -                              | -                              | 33    | 0     |
| 2015-2016             | FC Slovácko           | D1                    | 29          | 0           | -                     | -                     | -                              | -                              | -                              | 29    | 0     |
| 2016-2017             | FC Slovácko           | D1                    | 21          | 0           | 1                     | 0                     | -                              | -                              | -                              | 22    | 0     |
| 2017-2018             | FC Slovácko           | D1                    | 27          | 0           | 1                     | 0                     | -                              | -                              | -                              | 28    | 0     |
| Sous-total            | Sous-total            | Sous-total            | 130         | 0           | 8                     | 0                     | -                              | -                              | -                              | 138   | 0     |
| 2018-2019             | Sparta Prague         | D1                    | 9           | 0           | 4                     | 0                     | -                              | -                              | -                              | 13    | 0     |
| 2019-2020             | Sparta Prague         | D1                    | 24          | 0           | 3                     | 0                     | -                              | -                              | -                              | 27    | 0     |
| 2020-2021             | Sparta Prague         | D1                    | 8           | 0           | 3                     | 0                     | C3                             | 3                              | 0                              | 14    | 0     |
| 2021-2022             | Sparta Prague         | D1                    | 2           | 0           | 3                     | 0                     | C3                             | -                              | -                              | 5     | 0     |
| Sous-total            | Sous-total            | Sous-total            | 43          | 0           | 13                    | 0                     | -                              | 3                              | 0                              | 59    | 0     |
| Total sur la carrière | Total sur la carrière | Total sur la carrière | 173         | 0           | 21                    | 0                     | -                              | 3                              | 0                              | 197   | 0     |